# (21626) Matthewhall
(21626) Matthewhall (1999 NP2) – planetoida z pasa głównego asteroid okrążająca Słońce w ciągu 3,39 lat w średniej odległości 2,25 j.a. Odkryta 12 lipca 1999 roku.